# Борети
Борети (на сръбски: Борети) е село в Черна гора, разположено в община Будва. Населението му според преброяването през 2011 г. е 333 души, от тях: 173 (51,95 %) черногорци, 96 (28,82 %) сърби, 13 (3,90 %) египтяни, 9 (2,70 %) руснаци, 8 (2,40 %) мюсюлмани, 19 (5,70 %) неизвестни.

## Население
Численост на населението според преброяванията през годините:
- 1948 – 135 души
- 1953 – 127 души
- 1961 – 128 души
- 1971 – 213 души
- 1981 – 534 души
- 1991 – 187 души
- 2003 – 231 души
- 2011 – 333 души